# Magnolia tripetala
Espèce
Classification phylogénétique
Statut de conservation UICN

 LC  : Préoccupation mineure
Magnolia tripetala, le Magnolia parasol ou Magnolier parasol, est une espèce de plantes à fleurs de la famille des Magnoliaceae. C'est un arbre originaire d'Amérique du Nord.

## Répartition et habitat

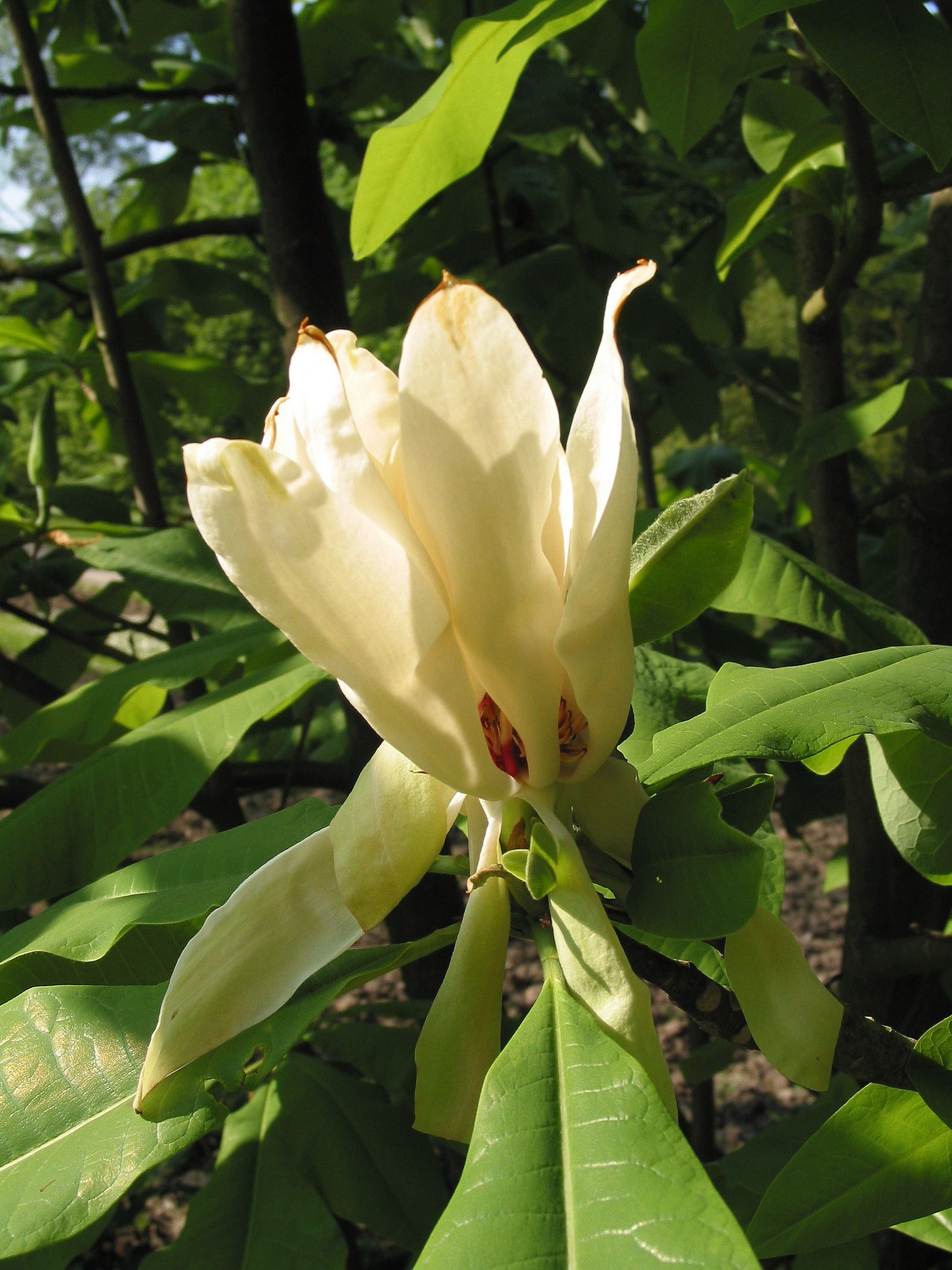
Fleur blanc-crème.

L'arbre est originaire de l'Est de l'Amérique du Nord de la Floride aux États-Unis jusqu'au sud du Canada. On le retrouve de la côte Est jusque les États de l'Oklahoma, du Missouri et de l'Indiana à l'ouest. La région comprend ainsi la région montagneuse des Appalaches.

## Description
Le Magnolia parasol possède de grandes feuilles brillantes longues de 30 à 50 cm. Dans son environnement naturel, il peut atteindre les 15 mètres de haut. Les fleurs, d'un diamètre de 15-25 cm, possèdent six à neuf pétales de couleur blanc-crème et un long pistil rouge, qui se développent par la suite en des fruits rouges de 10 cm de long, contenant plusieurs graines de couleur rouge également.

## Synonyme
- Magnolia virginiana var. tripetala L.